# Amphiblemma lanceatum
Amphiblemma lanceatum är en tvåhjärtbladig växtart som beskrevs av Jacq.-fel.. Amphiblemma lanceatum ingår i släktet Amphiblemma och familjen Melastomataceae. Inga underarter finns listade i Catalogue of Life.